# Брегу
Брегу (фр. Brégoux) — река в Провансе на юге Франции в департаменте Воклюз, приток реки Мед бассейна Роны. Начинается от источника Валла-де-Шандеролль близ Ле-Барру выше озера Лак-дю-Пати, за которым после каскада водопадов Конферан его называют Лоран. Длина реки — 21,9 км. Площадь водосборного бассейна — 257 км².

## Пересекаемые коммуны

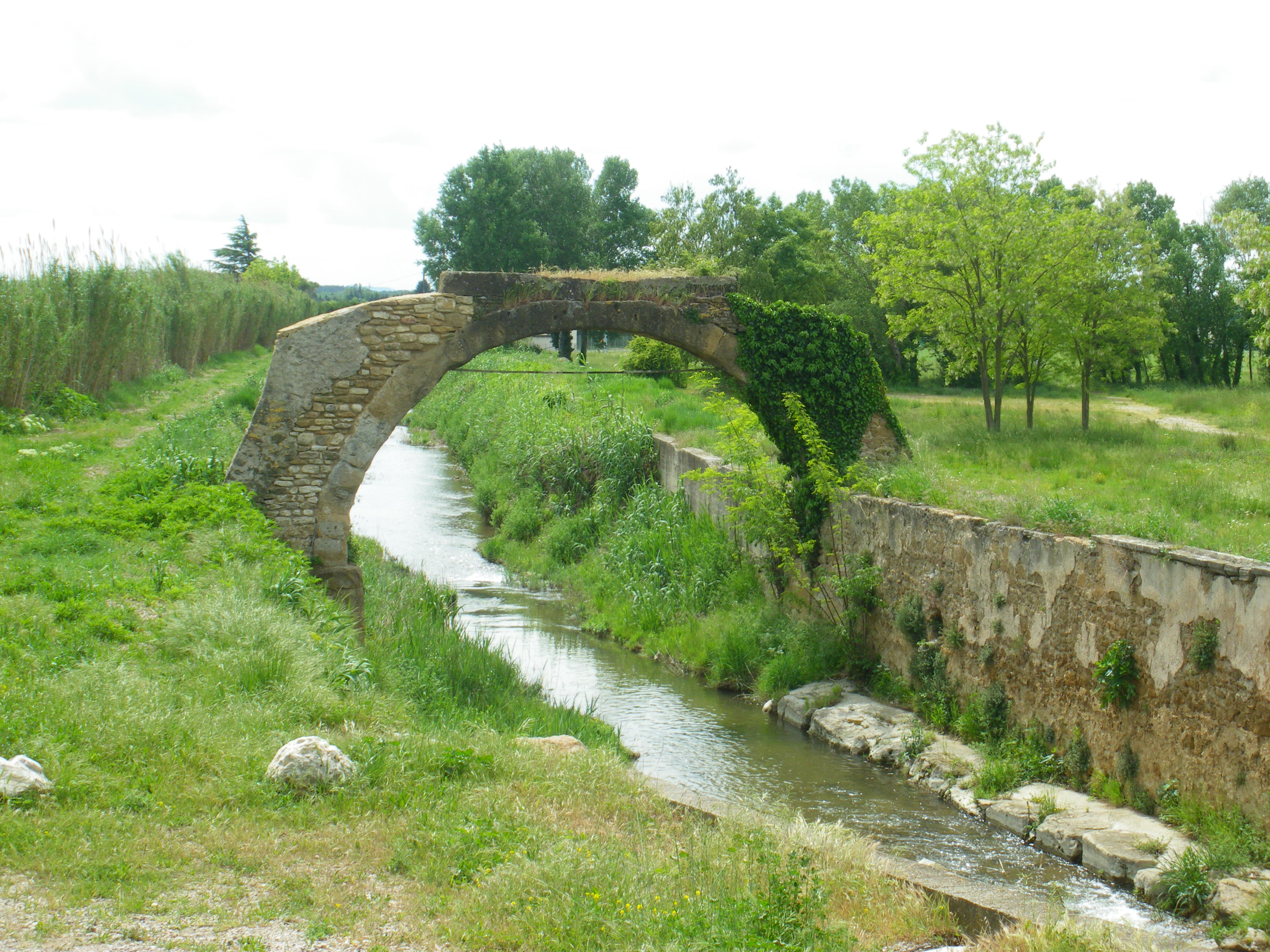
Брегу в окрестностях Обиньяна.

Брегу протекает через 9 коммун:
- Каромб
- Лориоль-дю-Конта
- Малосен
- Монтё
- Сен-Ипполит-ле-Гравейрон
- Саррьян
- Ле-Барру
- Карпантра
- Обиньян

## Гидрометрические станции
На Брегу находятся 3 гидрометрические станции: в Обиньяне, Карпантра и Саррьяне.